# Isis Gee
Tamara Diane Gołębiowska (născută Wimer, cunoscută sub numele de Isis Gee, n. 11 octombrie 1972, Seattle, Washington, Statele Unite) este o cântăreață poloneză de origine americană. Locuiește la suburbiile Varșoviei din 2004 împreuna cu soțul ei, Adam Gołębiowski. A colaborat cu muzicianul german Schiller și a lansat primul său album de studio în 2007. A reprezentat Polonia la Concursul Muzical Eurovision în 2008 cântând piesa „For Life” (Pentru viață). A obținut 14 puncte, clasându-se pe locul 24.